# Heidi Grönstrand
Heidi Camilla Grönstrand, född 28 mars 1969, är en finländsk litteraturvetare. Hon är sedan mars 2023, då hon efterträdde Jarmo Lainio, professor i finska språket vid Stockholms universitets institution för slaviska och baltiska språk, finska, nederländska och tyska.
Heidi Camilla Grönstrand disputerade på Åbo Universitet 2005 på en avhandling om kvinnliga författares bidrag till utformningen av romaner på finska på 1840-talet. 
Hon har bland annat forskat om flerspråkighet och den sverigefinska litteraturens historia.